# 19.ª etapa do Giro d'Italia de 2018
A 19.ª etapa do Giro d'Italia de 2018  decorreu em 25 de maio de 2018 entre Venaria Reale e Bardonecchia sobre um percurso de 184 km e foi vencido em solitário pelo ciclista britânico Chris Froome da equipe Sky, depois de um ataque a 80 km da meta que rebentou ao então líder Simon Yates. Com esta vitória Froome somou a sua segunda vitória no Giro de 2018 e converteu-se na nova Maglia Rosa.

## Classificação da etapa
| \| Classificação por etapas \| Classificação por etapas \| Classificação por etapas \| Classificação por etapas \| Classificação por etapas \| \| Ciclista \| Ciclista \| Equipe \| Tempo \| \| \| ------------------------ \| ------------------------ \| ------------------------ \| ------------------------ \| ------------------------ \| \| 1. \| Chris Froome \| Team Sky \| 5h12m26s \| \| \| 2. \| Richard Carapaz \| Movistar Team \| + 3m00s \| \| \| 3. \| Thibaut Pinot \| Groupama-FDJ \| + 3m07s \| \| \| 4. \| Miguel Ángel López \| Astana \| + 3m12s \| \| \| 5. \| Tom Dumoulin \| Team Sunweb \| + 3m23s \| \| \| 6. \| Sébastien Reichenbach \| Groupama-FDJ \| + 6m13s \| \| \| 7. \| Davide Formolo \| Bora-Hansgrohe \| + 8m22s \| \| \| 8. \| Sam Oomen \| Team Sunweb \| + 8m23s \| \| \| 9. \| Patrick Konrad \| Bora-Hansgrohe \| + 8m23s \| \| \| 10. \| Pello Bilbao \| Astana \| + 8m23s \| \| |                       |                |          |
| |                       |                |          |
| Fonte: ProCyclingStats |                       |                |          |
| Classificação por etapas |                       |                |          |
| Ciclista | Ciclista              | Equipe         | Tempo    |
| 1. | Chris Froome          | Team Sky       | 5h12m26s |
| 2. | Richard Carapaz       | Movistar Team  | + 3m00s  |
| 3. | Thibaut Pinot         | Groupama-FDJ   | + 3m07s  |
| 4. | Miguel Ángel López    | Astana         | + 3m12s  |
| 5. | Tom Dumoulin          | Team Sunweb    | + 3m23s  |
| 6. | Sébastien Reichenbach | Groupama-FDJ   | + 6m13s  |
| 7. | Davide Formolo        | Bora-Hansgrohe | + 8m22s  |
| 8. | Sam Oomen             | Team Sunweb    | + 8m23s  |
| 9. | Patrick Konrad        | Bora-Hansgrohe | + 8m23s  |
| 10. | Pello Bilbao          | Astana         | + 8m23s  |

## Classificações ao final da etapa

### Classificação geral(Maglia Rosa)
| \| Classificação geral \| Classificação geral \| Classificação geral \| Classificação geral \| Classificação geral \| \| Ciclista \| Ciclista \| Equipe \| Tempo \| \| \| ------------------- \| ------------------- \| ------------------- \| ------------------- \| ------------------- \| \| 1. \| Chris Froome \| Team Sky \| 80h21m59s \| \| \| 2. \| Tom Dumoulin \| Team Sunweb \| + 40s \| \| \| 3. \| Thibaut Pinot \| Groupama-FDJ \| + 4m17s \| \| \| 4. \| Miguel Ángel López \| Astana \| + 4m57s \| \| \| 5. \| Richard Carapaz \| Movistar Team \| + 5m44s \| \| \| 6. \| Domenico Pozzovivo \| Bahrain-Merida \| + 8m03s \| \| \| 7. \| Pello Bilbao \| Astana \| + 11m08s \| \| \| 8. \| Patrick Konrad \| Bora-Hansgrohe \| + 12m19s \| \| \| 9. \| George Bennett \| LottoNL-Jumbo \| + 12m35s \| \| \| 10. \| Sam Oomen \| Team Sunweb \| + 14m18s \| \| |                    |                |           |
| |                    |                |           |
| Fonte: ProCyclingStats |                    |                |           |
| Classificação geral |                    |                |           |
| Ciclista | Ciclista           | Equipe         | Tempo     |
| 1. | Chris Froome       | Team Sky       | 80h21m59s |
| 2. | Tom Dumoulin       | Team Sunweb    | + 40s     |
| 3. | Thibaut Pinot      | Groupama-FDJ   | + 4m17s   |
| 4. | Miguel Ángel López | Astana         | + 4m57s   |
| 5. | Richard Carapaz    | Movistar Team  | + 5m44s   |
| 6. | Domenico Pozzovivo | Bahrain-Merida | + 8m03s   |
| 7. | Pello Bilbao       | Astana         | + 11m08s  |
| 8. | Patrick Konrad     | Bora-Hansgrohe | + 12m19s  |
| 9. | George Bennett     | LottoNL-Jumbo  | + 12m35s  |
| 10. | Sam Oomen          | Team Sunweb    | + 14m18s  |

### Classificação por pontos(Maglia Ciclamino)
| Classificação por pontos | Classificação por pontos | Classificação por pontos      | Classificação por pontos | Classificação por pontos |
| Ciclista                 | Ciclista                 | Equipe                        | Pontos                   |                          |
| ------------------------ | ------------------------ | ----------------------------- | ------------------------ | ------------------------ |
| 1.                       | Elia Viviani             | Quick-Step Floors             | 290 pts                  |                          |
| 2.                       | Sam Bennett              | Bora-Hansgrohe                | 232 pts                  |                          |
| 3.                       | Davide Ballerini         | Androni Giocattoli-Sidermec   | 119 pts                  |                          |
| 4.                       | Simon Yates              | Mitchelton-Scott              | 113 pts                  |                          |
| 5.                       | Sacha Modolo             | EF Education First-Drapac     | 110 pts                  |                          |
| 6.                       | Marco Frapporti          | Androni Giocattoli-Sidermec   | 109 pts                  |                          |
| 7.                       | Danny van Poppel         | LottoNL-Jumbo                 | 107 pts                  |                          |
| 8.                       | Niccolò Bonifazio        | Bahrain-Merida                | 93 pts                   |                          |
| 9.                       | Tom Dumoulin             | Team Sunweb                   | 73 pts                   |                          |
| 10.                      | Eugert Zhupa             | Wilier Triestina-Selle Italia | 64 pts                   |                          |

### Classificação da montanha(Maglia Azzurra)
| Classificação da montanha | Classificação da montanha | Classificação da montanha | Classificação da montanha | Classificação da montanha |
| Ciclista                  | Ciclista                  | Equipe                    | Pontos                    |                           |
| ------------------------- | ------------------------- | ------------------------- | ------------------------- | ------------------------- |
| 1.                        | Chris Froome              | Team Sky                  | 123 pts                   |                           |
| 2.                        | Simon Yates               | Mitchelton-Scott          | 91 pts                    |                           |
| 3.                        | Thibaut Pinot             | Groupama-FDJ              | 70 pts                    |                           |
| 4.                        | Richard Carapaz           | Movistar Team             | 65 pts                    |                           |
| 5.                        | Giulio Ciccone            | Bardiani CSF              | 52 pts                    |                           |
| 6.                        | Tom Dumoulin              | Team Sunweb               | 49 pts                    |                           |
| 7.                        | Esteban Chaves            | Mitchelton-Scott          | 47 pts                    |                           |
| 8.                        | Domenico Pozzovivo        | Bahrain-Merida            | 40 pts                    |                           |
| 9.                        | Matteo Montaguti          | AG2R La Mondiale          | 37 pts                    |                           |
| 10.                       | Miguel Ángel López        | Astana                    | 37 pts                    |                           |

### Classificação dos jovens(Maglia Bianca)
| Classificação dos jovens | Classificação dos jovens | Classificação dos jovens    | Classificação dos jovens | Classificação dos jovens |
| Ciclista                 | Ciclista                 | Equipe                      | Tempo                    |                          |
| ------------------------ | ------------------------ | --------------------------- | ------------------------ | ------------------------ |
| 1.                       | Miguel Ángel López       | Astana                      | 80h26m56s                |                          |
| 2.                       | Richard Carapaz          | Movistar Team               | + 47s                    |                          |
| 3.                       | Sam Oomen                | Team Sunweb                 | + 9m21s                  |                          |
| 4.                       | Maximilian Schachmann    | Quick-Step Floors           | + 57m10s                 |                          |
| 5.                       | Valerio Conti            | UAE Team Emirates           | + 1h09m07s               |                          |
| 6.                       | Fausto Masnada           | Androni Giocattoli-Sidermec | + 1h15m23s               |                          |
| 7.                       | Matej Mohorič            | Bahrain-Merida              | + 1h26m21s               |                          |
| 8.                       | Felix Großschartner      | Bora-Hansgrohe              | + 1h27m15s               |                          |
| 9.                       | Jack Haig                | Mitchelton-Scott            | + 1h29m13s               |                          |
| 10.                      | Quentin Jauregui         | AG2R La Mondiale            | + 1h44m50s               |                          |

### Classificação por equipas"Super Team"
| Classificação por equipes | Classificação por equipes | Classificação por equipes | Classificação por equipes |
| Equipe                    | Equipe                    | Tempo                     |                           |
| ------------------------- | ------------------------- | ------------------------- | ------------------------- |
| 1.                        | Sky                       | 241h43m08s                |                           |
| 2.                        | Astana                    | + 17m06s                  |                           |
| 3.                        | Groupama-FDJ              | + 39m16s                  |                           |
| 4.                        | Bora-Hansgrohe            | + 49m50s                  |                           |
| 5.                        | Team Sunweb               | + 1h06m32s                |                           |
| 6.                        | AG2R La Mondiale          | + 1h19m30s                |                           |
| 7.                        | Movistar Team             | + 1h33m30s                |                           |
| 8.                        | Lotto NL-Jumbo            | + 1h47m53s                |                           |
| 9.                        | Mitchelton-Scott          | + 1h53m30s                |                           |
| 10.                       | UAE Team Emirates         | + 2h04m52s                |                           |

## Abandonos
- Ben O'Connor, não finalizou a etapa.
- Mikaël Cherel, não finalizou a etapa.
- Louis Vervaeke, não finalizou a etapa.
- Mirco Maestri, não finalizou a etapa.
- Fabio Aru, não finalizou a etapa.[2]
- William Bonnet, não finalizou a etapa.
- Vasil Kiryienka, não finalizou a etapa.